# Кеј-поп
Кеј-поп (енгл. K-pop, скр. за Korean pop) представља музички жанр који обухвата многе стилове јужно-корејске музике, укључујући разне правце денс музике, електропоп, хип хоп и савремени ритам и блуз.
Према америчком музичком часопису Ролинг стоун, кеј-поп је мешавина модерне западне музике и високо-енергетског јапанског попа, која слушаоце задобија заразним фразама, често на енглеском језику. Кеј-поп иде на пут спајању стилова, обухвата и певање, реповање и ставља посебан нагласак на шоу и снажне визуелне ефекте.
Кеј-поп је, налик џеј-попу постао поткултура популарна међу младим људима широм света. Захваљујући интернету и широкој доступности дигиталних садржаја, он је стекао широку публику. Најпознатија песма овог жанра је Gangnam Style репера Саја.

## Популарност
Настанак највеће агенције тада у Кореји, S.M. Entertainment-а 1995. године довео је до настанка првих кеј-поп женских група и бој-бендова. До краја 1990их на сцену су дошле агенције попут YG Entertainment-а, DSP Entertainment-а и JYP Entertainment-а.
Како би успех био гарантован код нових талената, агенције у потпуности надзиру професионални живот и каријере приправника, често потроше и око 400.000 долара за обуку и издавање новог извођача. Кроз ову обуку која често траје по 3 или више година приправници тренирају гласове, уче многе кореографије и свирање инструмената као и неколико језика све током похађања школе.
Кеј-поп се полако глобализовао већином на америчко тржиште, издавањем неколико албума и хитова на енглеском језику.

## Кеј-поп музичари
- 2NE1
- Блекпинк (BLACKPINK)
- Бист (бенд)
- Боа (певачица) (BoA)
- Биг бенг (Big Bang)
- Блок би (Block B)
- БТС (BTS)
- Eксо
- Герлс џенерејшон (Girls' Generation)
- Хјуна (HyunA)
- Инфинит (Infinite)
- Кара (бенд)
- Ти екс ти (TXT)
- Њуест (NU'EST)
- Сај (музичар) (PSY)
- Шајни (SHINee)
- Супер џуниор (Super Junior)
- Ти-ара(T-ara)
- TVXQ
- Вандер герлс (Wonder Girls)
- B.A.P (B.A.P)
- Систар (Sistar)
- Ју-кис (U-KISS)
- Гот 7 (GOT7)
- Тин Топ (Teen Top)
- Грл'с деј (Girl's Day)
- Најн мјузис (Nine Muses)
- мис Еј (miss A)
- JYJ
- Бојфренд (Boyfriend)
- VIXX
- Зекс Кис (Sechs Kies)
- ЕјПинк (APink)
- B1A4
- M.I.B (M.I.B)
- Спика (SPICA)
- Еј-Џекс (A-JAX)
- Крејон Поп (Crayon Pop)
- АОА
- Си-Клаун (C-Clown)
- Фиестар (FIESTAR)
- EvoL
- Тејсти (Tasty)
- 100%
- Мистер Мистер (Mr.Mr.)
- АлфаБЕТ (AlphaBAT)
- Лејдис Код (Ladies' Code)
- Глобал Ајкон(GI) (Global Icon (GI))
- еф(екс) (f(x))
- Бести (BESTie)
- History (History)
- LC9
- Топ Дог (Topp Dogg)
- Шинхва (Shinhwa)
- Кис енд крај (Kiss&Cry)
- AКMU (Акдонг мјузишн) (AKMU(Akdong Musician))
- Ред Велвет (Red Velvet)
- Ејч.Оу.Ти. (H.O.T.)с
- Ес.И.Ес. (S.E.S.)
- Џи.Оу.Ди. (g.o.d.)
- Дајнемик Дуо (Dynamic Duo)
- Епик Хај (Epic High)
- Броун Ајд Грлс (Brown Eyed Girls)
- Трaкс (TRAX)
- SS501 (SS501 (Double-S Five-Oh-One))
- 2AM
- 2PM
- Афтер Скул (After School)
- Форминут (4minute)
- Сикрет (Secret)
- Рејнбоу (Rainbow)
- МBLAQ (MBLAQ)
- Давичи (Davichi)
- Tвајс (TWICE)
- Вики Мики (Weki Meki)
- Ред Велвет -(Red Velvet)
- Си Ел − (CL)
- Монста екс (Monsta X)
- Ици (Itzy)
- Ле Серафим (Le Sserafim)